# Hästö skans
Hästö skans, i Östergötlands skärgård, vid Arkösund, byggdes 1676 mestadels av trä och reparerades 1677, men förföll snart och låg vid krigsutbrottet 1700 "för fäfot".